# Procydrela limacola
Procydrela limacola là một loài nhện trong họ Zodariidae.
Loài này thuộc chi Procydrela. Procydrela limacola được Rudy Jocqué miêu tả năm 1999.